# 扬妮特·格特
扬妮特·格特（德語：Jeannette Götte，1979年3月13日—），德国女子足球运动员，场上位置是中场。她曾代表德国国家队参加2000年夏季奥林匹克运动会女子足球比赛，获得一枚铜牌。